# Suikermycena
De suikermycena (Mycena tenerrima) is een soort schimmel uit de familie Mycenaceae. Kenmerkend voor deze paddenstoel is het witte hechtschijfje aan de voet en een hoed die met suiker lijkt bestrooid. Hij leeft saprotroof op strooisel, twijgen, schors en gevallen houtachtig puin van bomen. Hij komt voor in de lente en de herfst. Hij komt voor op loofhout en minder vaak voor op naaldhout. Ze groeien ook op hazelnoten die op de grond zijn gevallen.

## Kenmerken

### Uiterlijke kenmerken
Hoed
De hoed is klein en heeft een diameter tot 7,5 mm. De hoed is doorschijnend wit, bedekt met korreltjes dat op suiker lijkt. De vorm is bij jonge vruchtlichamen paraboloïde, maar wordt deze wordt later gewelfd. De kleur is bleek grijs met een witachtige rand als hij jong is, maar later wordt deze in het algemeen snel wit. Het vlees is vliezig, breekbaar en dun. 
Lamellen
De lamellen staan vrij of zijn nauw aangehecht aan de steel. Ze zijn doorschijnend wit tijdens hun ontwikkeling, met een omzoomde, witte rand. Na kleuring met jodium wordt het vlees van de lamellen wijnachtig-bruin. Er zijn meestal tussen 7 and 12 lamellen die tot de steel reiken.
Steel
De holle steel heeft een lengte van 0,5 tot 2 cm en is veel langer dan de hoeddiameter. De steel is dun, glazig, met vlokjes en hij staat op wit hechtschijfje. De onderkant van de steel is vergroot tot een lichte bol, die aanvankelijk bijna bolvormig is. Helemaal aan de basis van de steel is een kleine, witte en harige schijfachtige basis die hecht aan het substraat.
Geur
De geur is onopvallend.
Sporenprint
De sporenprint is wit. 

### Microscopische kenmerken
De sporen zijn in ellipsoïde, amyloïde en hebben afmetingen van 8-10 × 5-6,5 µm. De basidia zijn tweesporig, knotsvormig en meten 14–17 × 7–9 µm. De pleurocystidia kunnen aanwezig of afwezig zijn. De cheilocystidia zijn er in overvloed, met afmetingen van 28-44 × 8-12 µm. De gezwollen delen van de cheilocystidia zijn bedekt met korte staafvormige uitsteeksels of wratten.

## Verspreiding
Het verspreidingsgebied omvat Europa, Turkije en de Pacifische kust van de Verenigde Staten. De variëteit carpophila is bekend uit Japan. In Nederland komt hij algemeen voor, wat minder vaak in droge streken. Hij is niet bedreigd en staat niet op de rode lijst.